# NMS Marsuinul
| «Марсуінул»                                                | «Марсуінул»                                             | «Марсуінул»                                             |
| ---------------------------------------------------------- | ------------------------------------------------------- | ------------------------------------------------------- |
| NMS Marsuinul                                              |                                                         |                                                         |
|                                                            |                                                         |                                                         |
| Спуск підводного човна «Марсуінул» на воду. 4 травня 1941  |                                                         |                                                         |
| Верф                                                       | Galați shipyard, Галац                                  | Galați shipyard, Галац                                  |
| Під прапором                                               | Румунське королівство                                   | Румунське королівство                                   |
| Належність                                                 | Румунія                                                 | Румунія                                                 |
| Порт приписки                                              | Галац, Констанца                                        | Галац, Констанца                                        |
| Закладений                                                 | 1938                                                    | 1938                                                    |
| Спуск на воду                                              | 4 травня 1941                                           | 4 травня 1941                                           |
| Введений до складу флоту                                   | травень 1943                                            | травень 1943                                            |
| На службі                                                  | 1943–1944                                               | 1943–1944                                               |
| Сучасний статус                                            | у 1944 році реквізований радянськими військами          | у 1944 році реквізований радянськими військами          |
| Бойовий досвід                                             | Друга світова війна Кампанія на Чорному морі            | Друга світова війна Кампанія на Чорному морі            |
| Проєкт                                                     |                                                         |                                                         |
| Тип ПЧ                                                     | прибережний підводний човен                             | прибережний підводний човен                             |
| Основні характеристики                                     |                                                         |                                                         |
| Швидкість (надводна)                                       | 16 вузлів (30 км/год)                                   | 16 вузлів (30 км/год)                                   |
| Швидкість (підводна)                                       | 9 вузлів (17 км/год)                                    | 9 вузлів (17 км/год)                                    |
| Гранична глибина занурення                                 | 110 м                                                   | 110 м                                                   |
| Дальність плавання                                         | 8 000 миль (15 000 км) на швидкості 8 вузлів (надводна) | 8 000 миль (15 000 км) на швидкості 8 вузлів (надводна) |
| Екіпаж                                                     | 45 офіцерів та матросів                                 | 45 офіцерів та матросів                                 |
| Розміри                                                    |                                                         |                                                         |
| Довжина найбільша (по КВЛ)                                 | 58 м                                                    | 58 м                                                    |
| Ширина корпусу найб.                                       | 5,6 м                                                   | 5,6 м                                                   |
| Середня осадка (по КВЛ)                                    | 3,6 м                                                   | 3,6 м                                                   |
| Водотоннажність надводна                                   | 620 тонни                                               | 620 тонни                                               |
| Силова установка                                           |                                                         |                                                         |
| Дизель-електрична: 2 дизельні двигуни MAN 2 електродвигуни |                                                         |                                                         |
| Гвинти                                                     | 2                                                       | 2                                                       |
| Озброєння                                                  |                                                         |                                                         |
| Артилерія                                                  | 1 × 105-мм палубна гармата SK C/32                      | 1 × 105-мм палубна гармата SK C/32                      |
| Торпедно- мінне озброєння                                  | 6 × 533-мм торпедних апаратів                           | 6 × 533-мм торпедних апаратів                           |
| ППО                                                        | 1 × 37-мм зенітна гармата SKC/30                        | 1 × 37-мм зенітна гармата SKC/30                        |

| ТС-2                   | ТС-2                                         | ТС-2                                         |
| ---------------------- | -------------------------------------------- | -------------------------------------------- |
|                        |                                              |                                              |
|                        |                                              |                                              |
|                        |                                              |                                              |
| Під прапором           | СРСР                                         | СРСР                                         |
| Належність             | Військово-морський флот СРСР                 | Військово-морський флот СРСР                 |
| Порт приписки          | Поті                                         | Поті                                         |
| На службі              | 1944–1950                                    | 1944–1950                                    |
| Сучасний статус        | у листопаді 1950 року списаний на брухт      | у листопаді 1950 року списаний на брухт      |
| Бойовий досвід         | Друга світова війна Кампанія на Чорному морі | Друга світова війна Кампанія на Чорному морі |
| Проєкт                 |                                              |                                              |
| Тип ПЧ                 | прибережний підводний човен                  | прибережний підводний човен                  |
| Основні характеристики |                                              |                                              |
| Розміри                |                                              |                                              |
| Озброєння              |                                              |                                              |

«Марсуінул» (рум. NMS Marsuinul) — військовий корабель, прибережний підводний човен, що перебував у складі Королівських військово-морських сил Румунії, а після капітуляції Румунії у складі радянського ВМФ у роки Другої світової війни.
Підводний човен «Марсуінул» був закладений у 1938 році на верфі компанії Galați shipyard у Галаці. 4 травня 1941 року він був спущений на воду. У травні 1943 року корабель уведений в експлуатацію.

## Історія служби
«Марсуінул» разом з однотипним човном «Речінул», був уведений в експлуатацію в травні 1943 року. Човен провів майже рік на тестуваннях та випробуваннях разом з «Речінул», і тільки у квітні 1945 року був оголошений готовим до бойових дій. Румунський підводний човен зміг здійснити тільки один бойовий похід в період з 11 до 27 травня 1944 року вздовж турецького узбережжя, між Ереглі і Трабзоном, і поблизу радянського порту Батумі. Поблизу болгарської Варни був помилково атакований німецькими військовими кораблями, які прийняли його за радянський підводний човен. Після досягнення Батумі корабель був виявлений радянськими військами, щоразу румунський човен атакували глибинними бомбами радянські військові кораблі і літаки. Тільки 19 травня на «Марсуінул» було скинуто 43 радянські глибинні бомби. 20 травня радянський підводний човен запустив по ньому торпеду, але промахнувся. 21 травня на «Марсуінул» знову скинули 43 глибинні бомби, коли він був на шляху додому. Після небезпечної подорожі човен досяг Констанці наприкінці місяця без пошкоджень та без жертв.
23 серпня 1944 року румунський підводний човен був захоплений Червоної армією після перевороту, конфіскований та 20 жовтня введений в експлуатацію як ТС-2. 20 лютого 1945 року він затонув у Поті внаслідок випадкового вибуху однієї з власних торпед на борту корабля. Пізніше ПЧ підняли, відремонтували та у серпні 1947 року знову ввели в експлуатацію як Н-40. У червні 1949 року його перейменували на С-40, а вже після листопада 1950 року здали на злом.